# Graham Zusi
Graham Zusi (ur. 18 sierpnia 1986 w Longwood na Florydzie) – amerykański piłkarz grający na pozycji pomocnika. Obecnie jest zawodnikiem Sporting Kansas City.

## Kariera klubowa
Zusi grał w piłkę na University of Maryland. Podczas gry w college'u zanotował 28 bramek i 20 asyst w 89 meczach. Wygrał krajowe mistrzostwa w 2005 i 2008 roku.
Zusi został wybrany w Drafcie MLS w 2009 roku, w drugiej rundzie z 23 numerem przez Kansas City Wizards. 21 marca 2009 roku zadebiutował w profesjonalnej piłce, w meczu z Toronto FC.
Sezon 2011 był przełomowy w karierze Zusiego. Pomógł klubowi w zwyciężeniu w Konferencji Wschodniej i został powołany do reprezentacji USA. Dzięki dobrej grze podpisał nowy czteroletni kontrakt 16 kwietnia 2012 roku. W sezonie 2012 zdobył najwięcej asyst w lidze (15).
W styczniu 2013 roku był na testach w angielskim West Ham United.

## Kariera reprezentacyjna
21 stycznia 2012 roku zadebiutował w reprezentacji Stanów Zjednoczonych w meczu towarzyskim z Wenezuelą.